# Altise des tubercules
Pour les articles homonymes, voir Altise de la pomme de terre.
Epitrix tuberis
Espèce
L'altise des tubercules (Epitrix tuberis) est une espèce d'insectes coléoptères de la famille des Chrysomelidae, originaire du Colorado et présente seulement en Amérique. Les larves de ce petit insecte se nourrissent en creusant des galeries dans les racines et les tubercules de la pomme de terre.

## Répartition
L'altise des tubercules est présente assez largement dans l'ouest des États-Unis (Californie, Dakota du Sud, Nebraska, Nouveau-Mexique, Oregon, Washington, Wyoming) et du Canada (Alberta, Colombie-Britannique). On la trouve également en Équateur en Amérique du Sud.

## Dégâts
Les adultes se nourrissent sur les feuilles causant une multitude de petits trous, qui peuvent entraîner une diminution du rendement en cas d'attaque grave.
Les larves vivent sur les tubercules sur lesquels elles creusent des tunnels juste sous l'épiderme et des galeries peu profondes. Cela entraîne une perte de qualité des tubercules. Les variétés tardives sont les plus affectées, l'insecte ayant le temps de proliférer.

## Première publication
(en) LG Gentner, The black flea beetles of the genus Epitrix commonly identified as cucumeris (Harris) (Coleoptera : Chrysomelidae), Proceedings of the Entomological Society of Washington, vol. 46, no. 6, pp. 137–49. (1944) Texte complet